# Майнові права
Майнові́ права́ — це права фізичних чи юридичних осіб, які пов'язані з майном, відмінні від права власності.

## Законодавче регулювання
Поняття майнового права визначено статтею 3 Закону України "Про оцінку майна, майнових прав та професійну оціночну діяльність в Україні". Відповідно до нього майновими правами визнаються будь-які права, пов'язані з майном, відмінні від права власності, у тому числі права, які є складовими частинами права власності , а також інші специфічні права та права вимоги.
Моментом виникнення майнових прав у їх носія вважається загально прийнятий момент набуття права власності
Моментом набуття права власності на майнові права є момент, визначений відповідним правочином. Правочин, який визначає наявність у набувача відповідних прав, відмінних від права власності.

## Де використовується
При купівлі-продажу квартири. Наприклад, на етапі будівництва у замовника є тільки майнові права на об'єкт будівництва, тобто замовник має право володіння, розпорядження та користування правами на майно, але право власності на конкретну квартиру він придбає тільки в майбутньому. Самого майна ще не існує, існують тільки майнові права на нього.